# Gondwana Rainforests of Australia
Lasy Deszczowe Gondwana Australii (Gondwana Rainforests of Australia), dawniejsza nazwa: '
„Środkowo-Wschodni Rezerwat Lasów Deszczowych” – (Central Eastern Rainforest Reserves). Rezerwat przyrody położony na granicy stanów Nowej Południowej Walii oraz Queensland w Australii. W 1986 roku wpisany na listę światowego dziedzictwa UNESCO i rozszerzony w roku 1994.
Gondwana Rainforests jednoczy na swoim terenie parki narodowe z Nowej Południowej Walii i z Queensland.

## Galeria

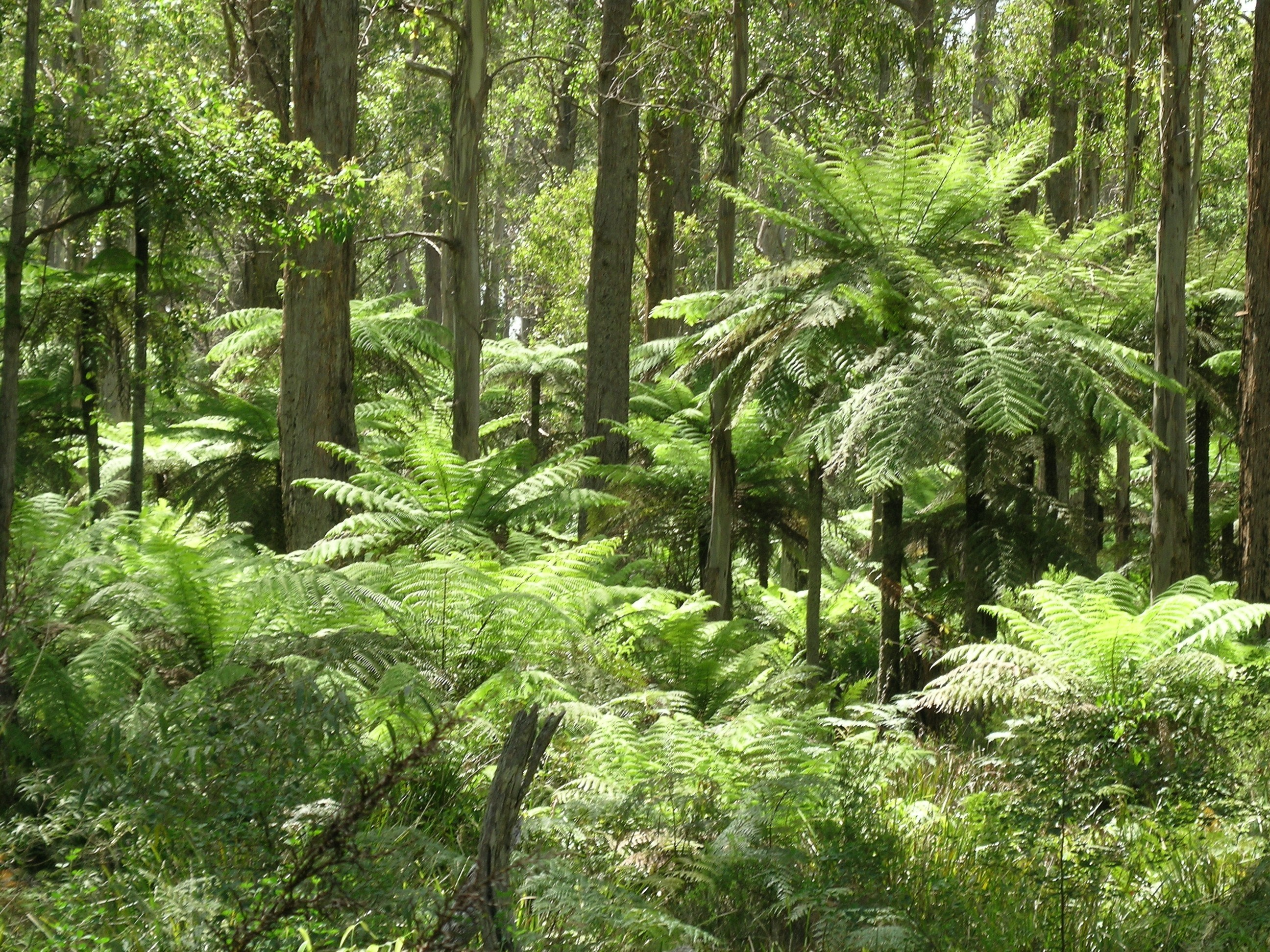
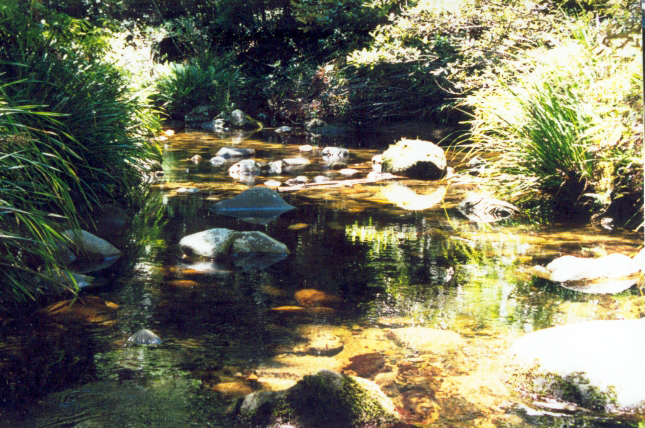
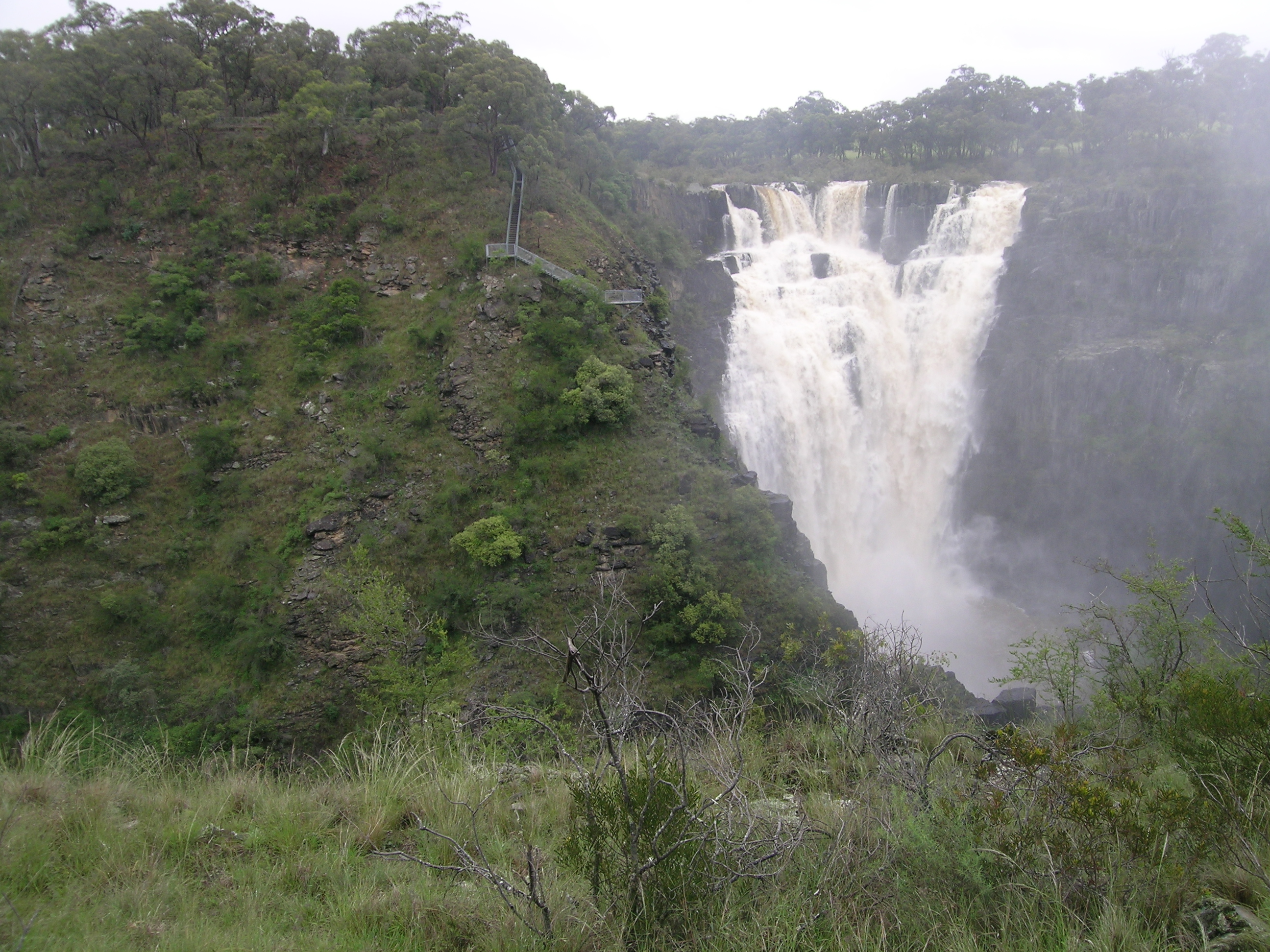
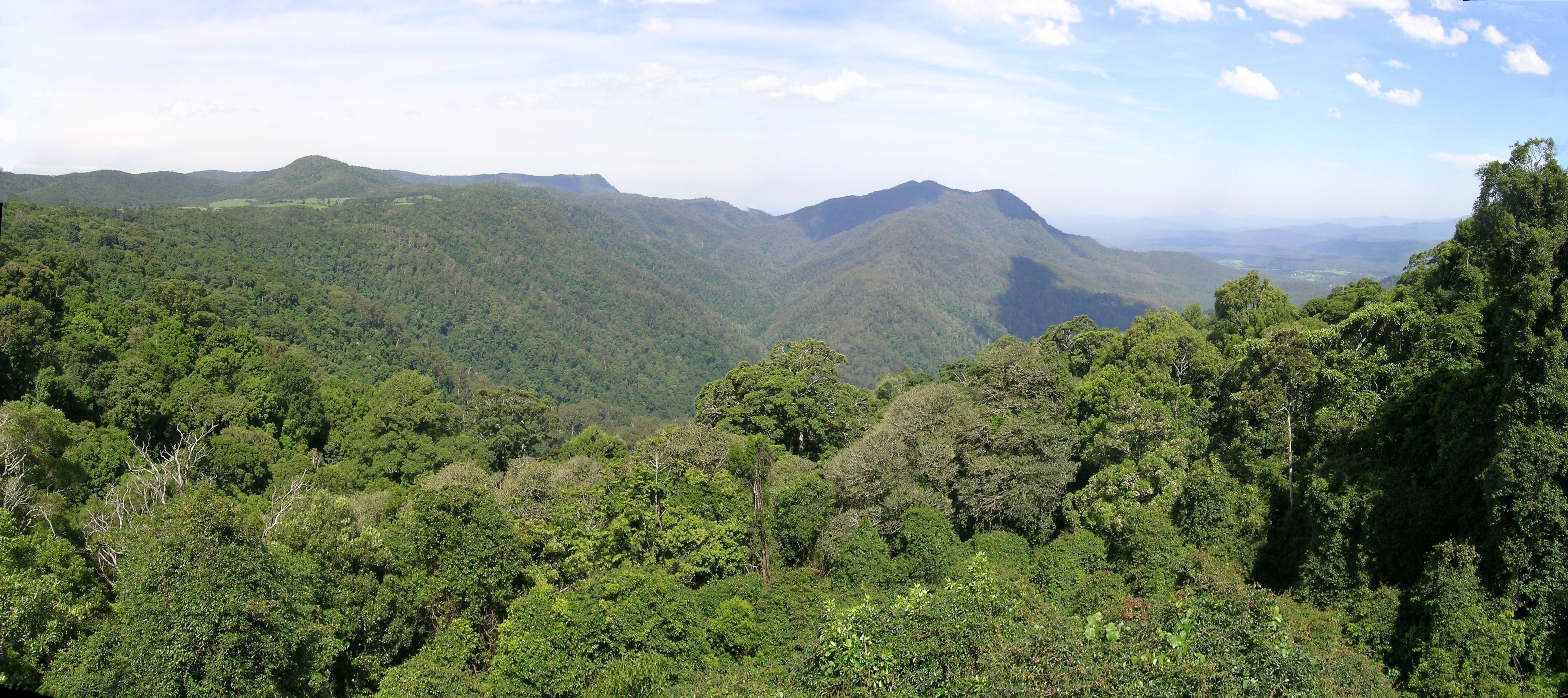
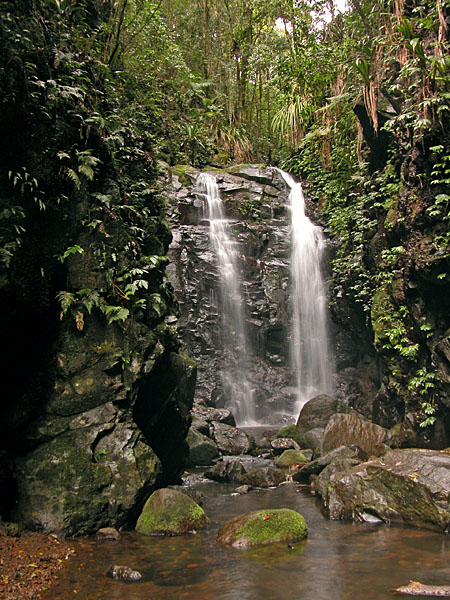
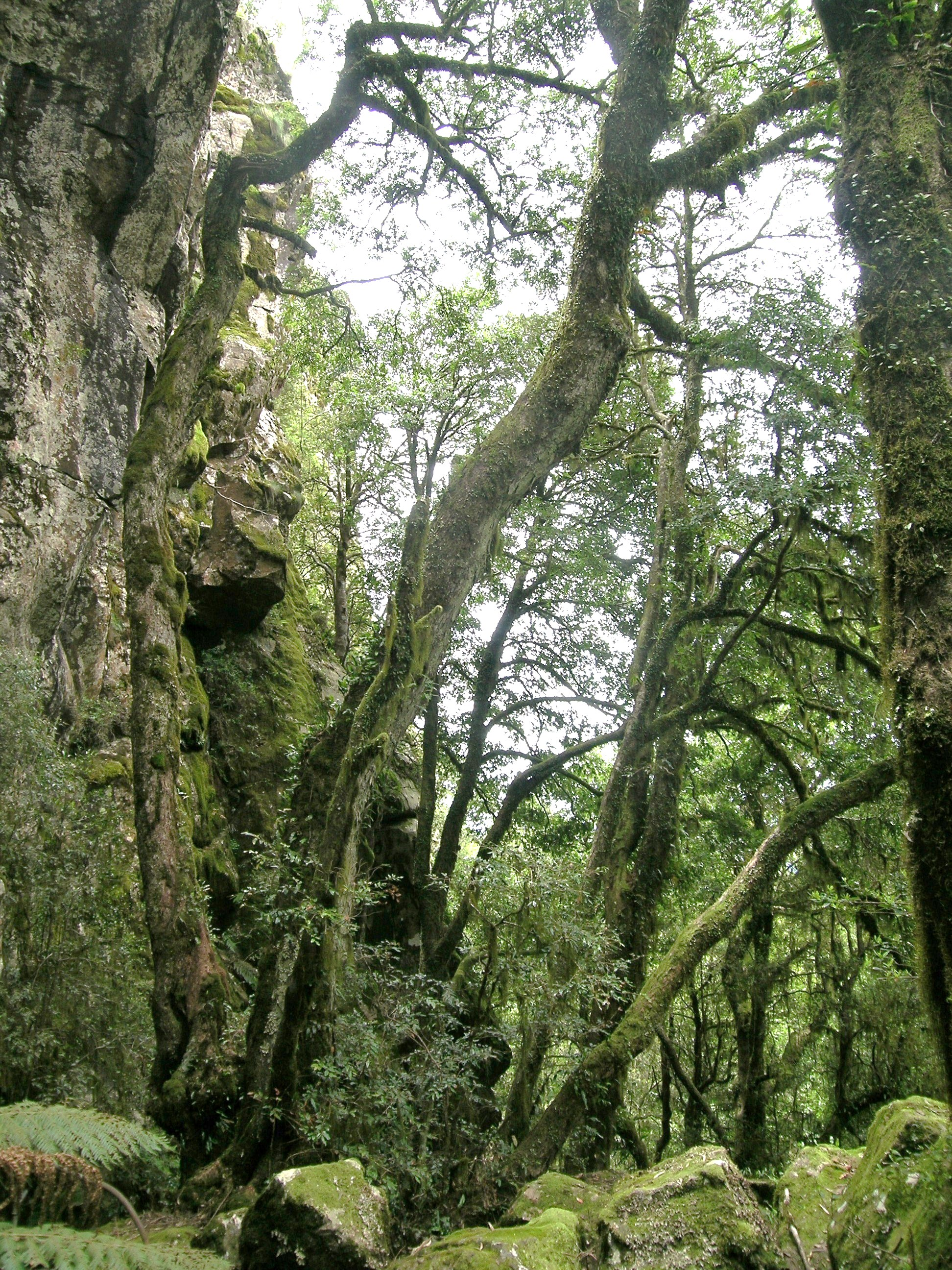
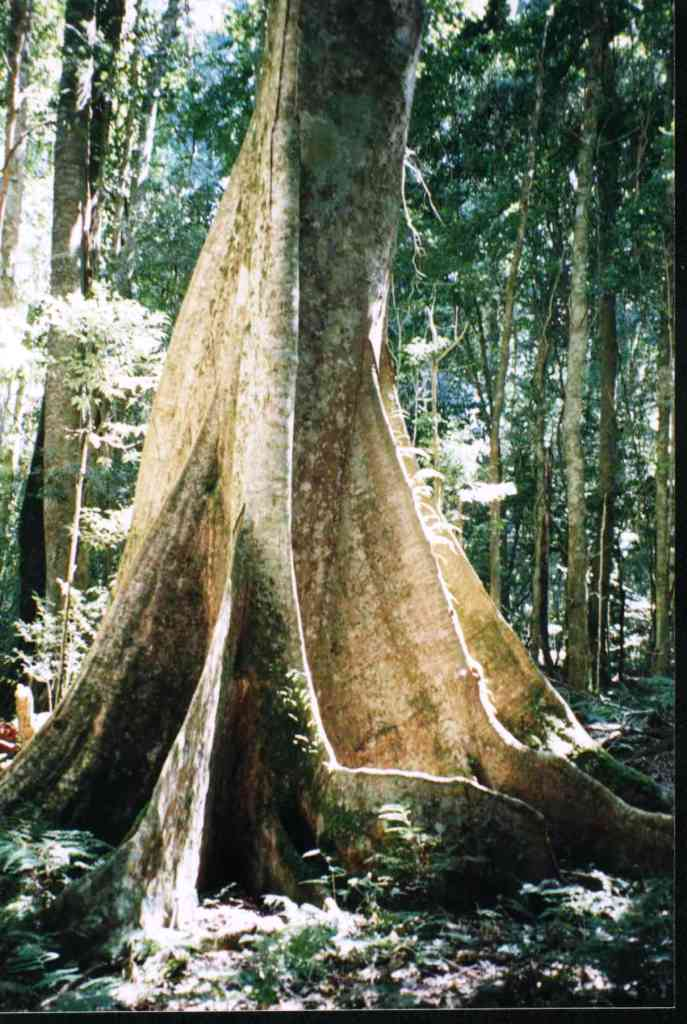
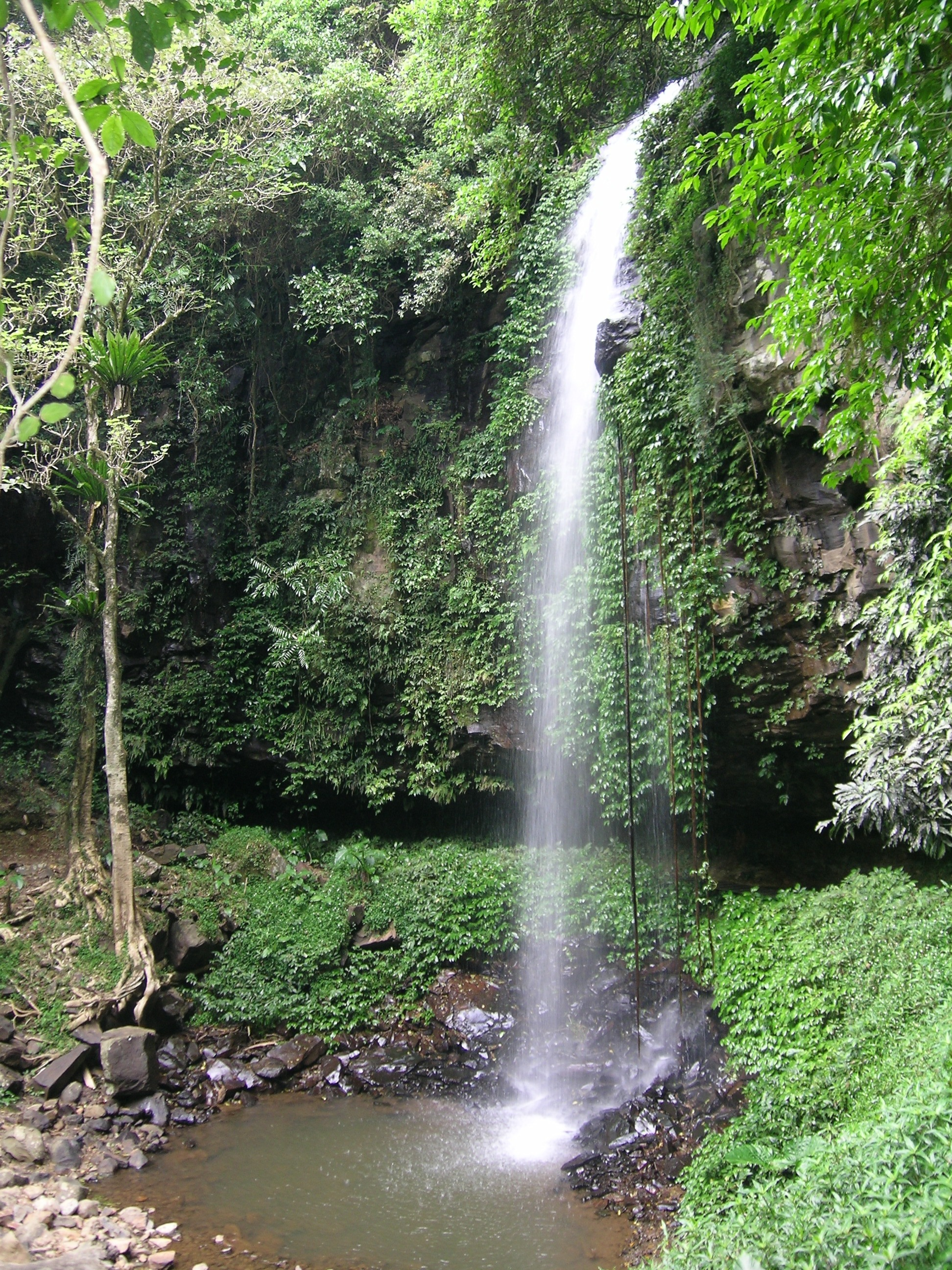
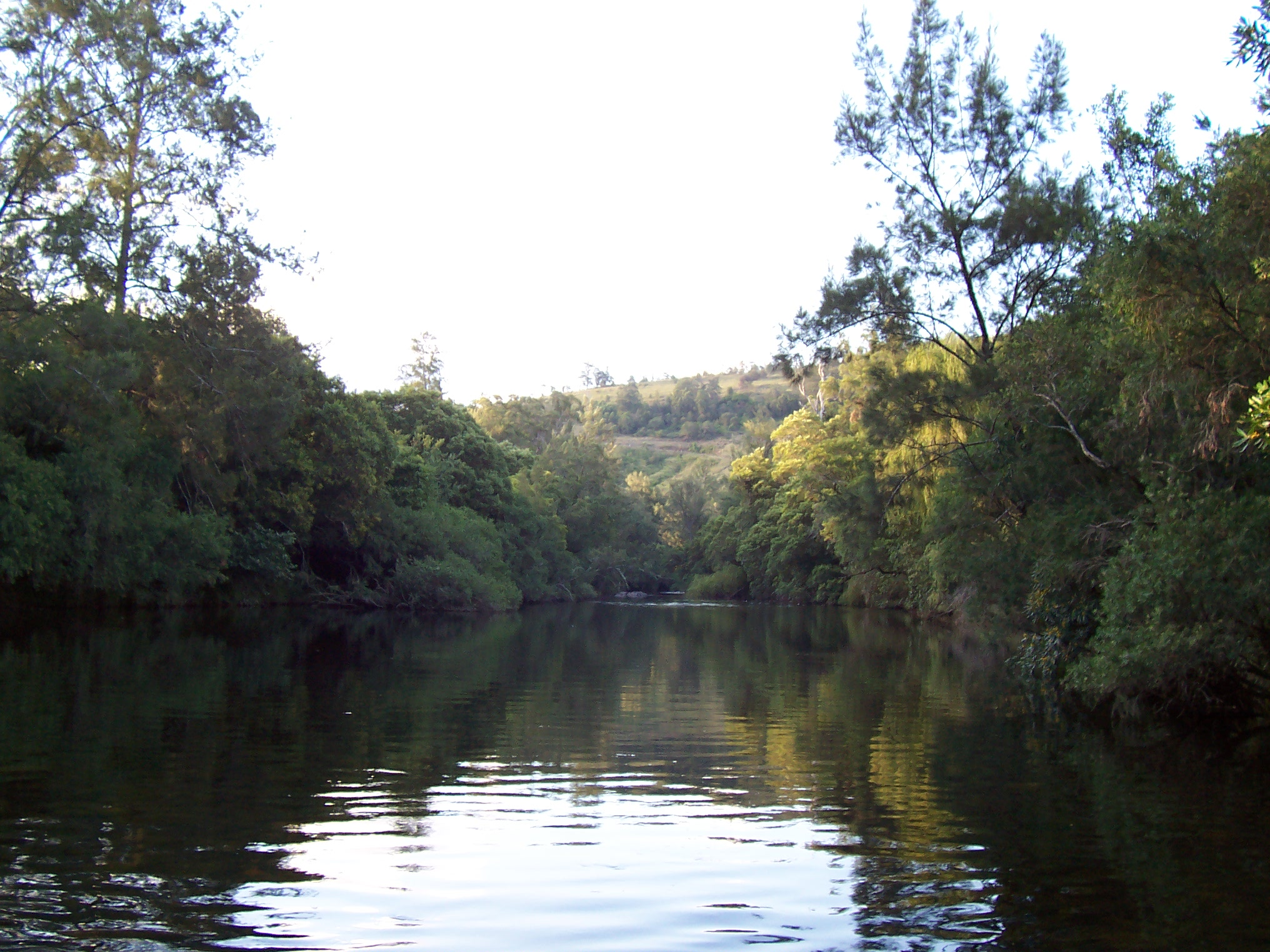
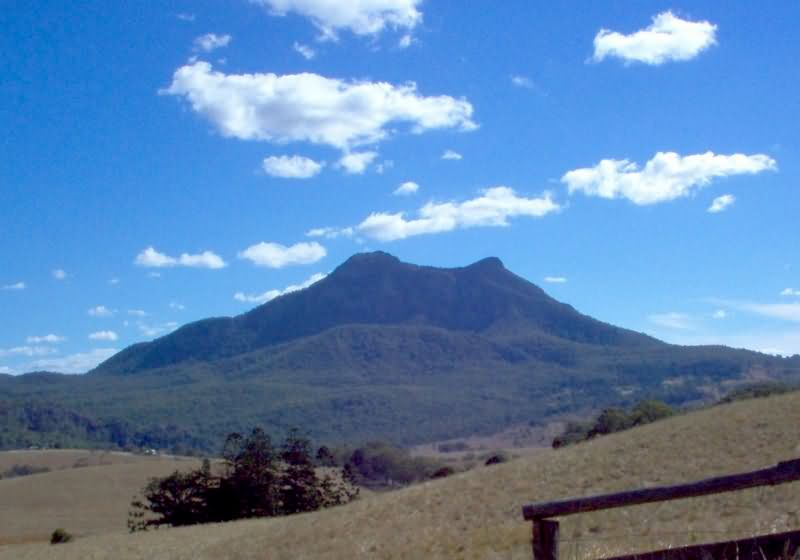
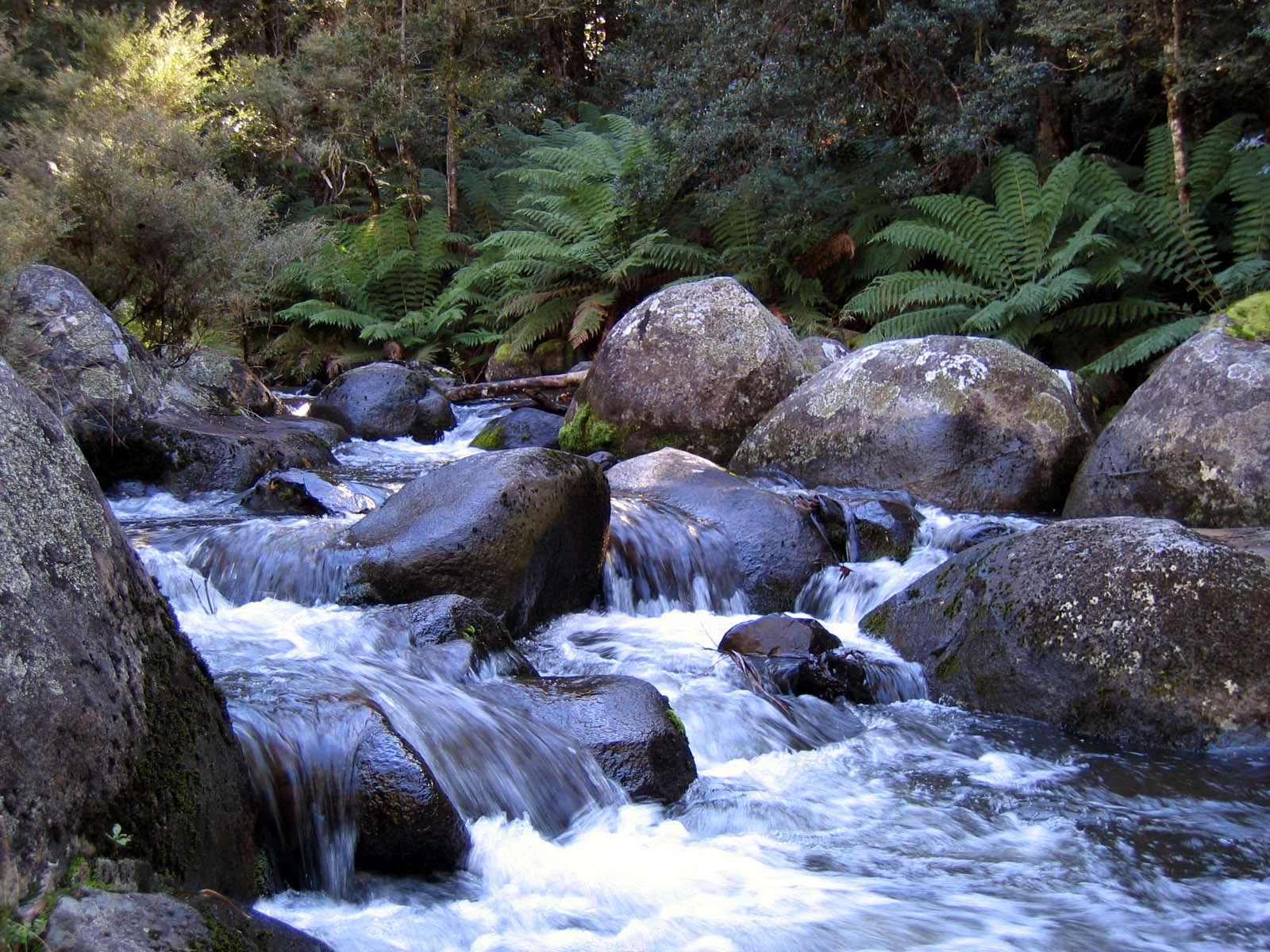
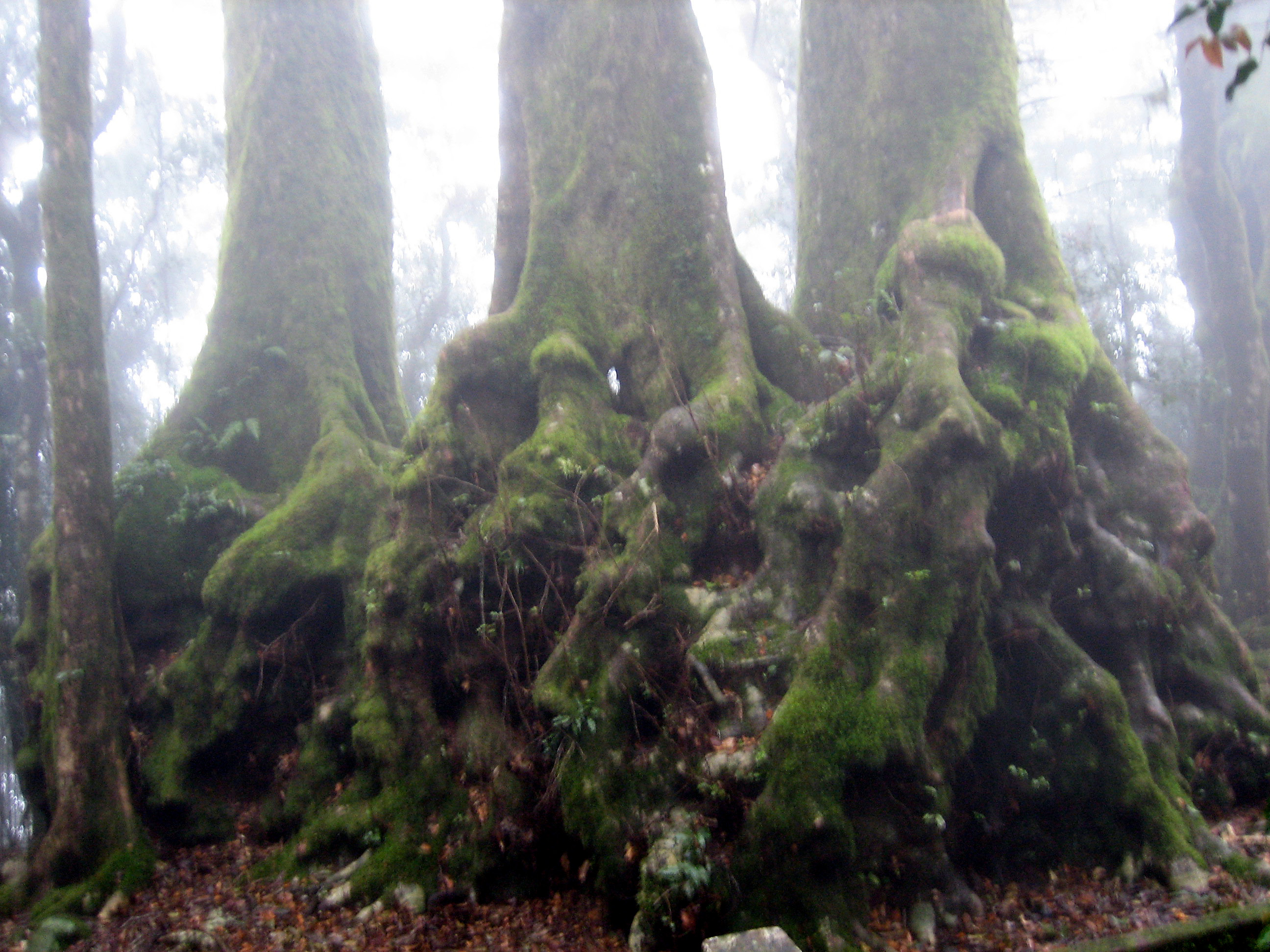
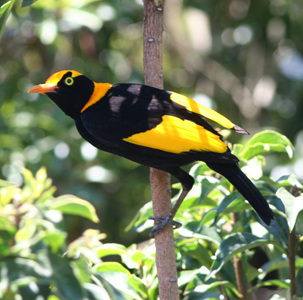
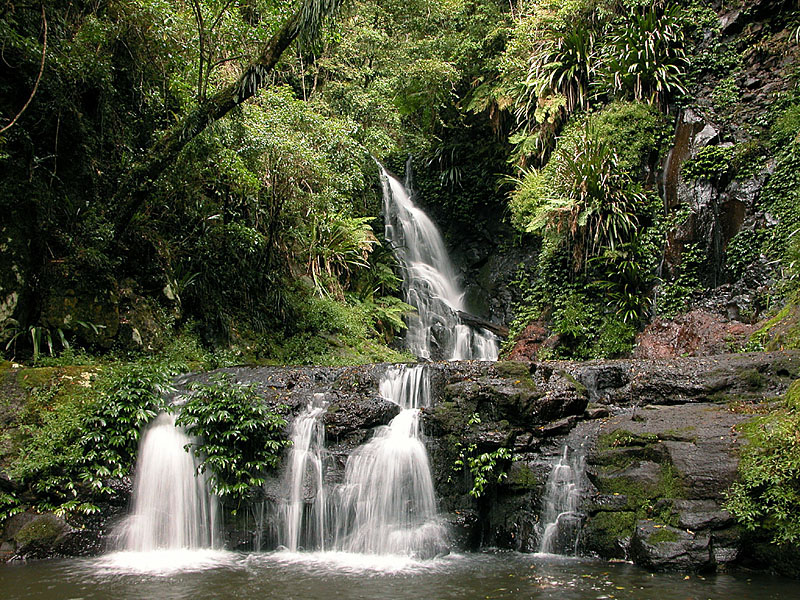
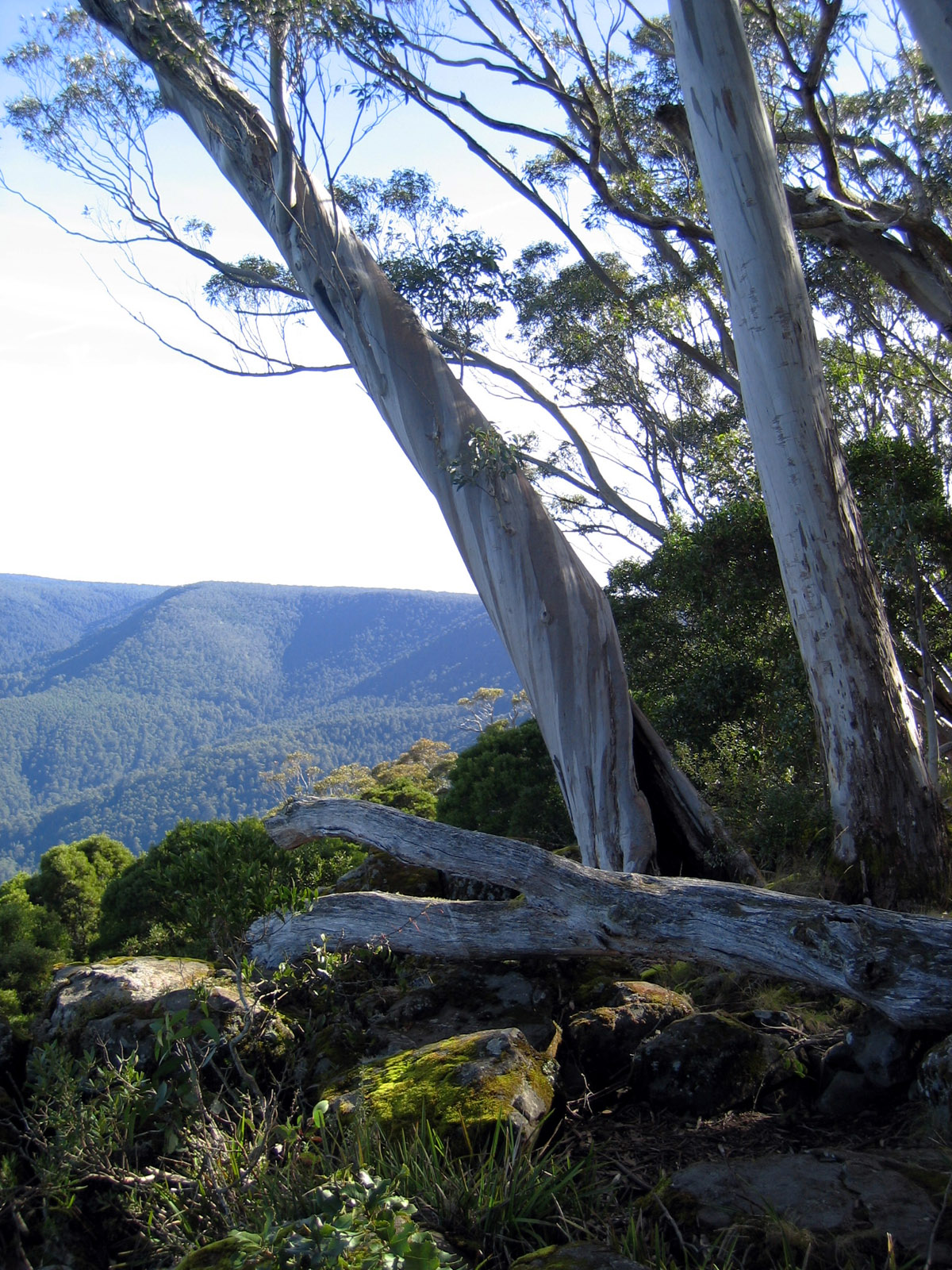
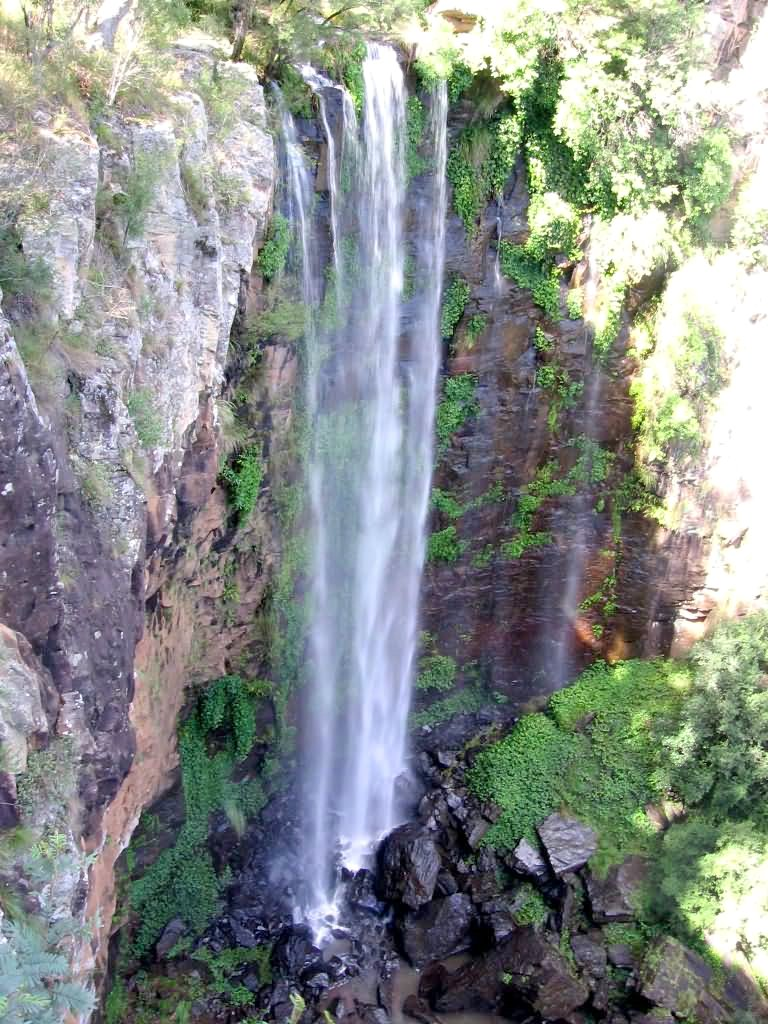

## Parki narodowe będące częścią rezerwatu
W stanie Queensland
- Lamington
- Main Range
- Mount Barney
- Mount Chinghee
- Springbrook

W stanie Nowa Południowa Walia
- Barrington Tops
- Border Ranges
- Dorrigo
- Mebbin
- New England
- Nightcap
- Oxley Wild Rivers
- Washpool
- Werrikimbe
- Willi Willi
- Wollumbin